# Église Saint-Pierre-ès-Liens de Gaumier
Pour les articles homonymes, voir Église Saint-Pierre-ès-Liens.
L'église Saint-Pierre-ès-Liens est une église catholique située à Gaumier, sur le territoire de la commune de Florimont-Gaumier, en France.

## Localisation
L'église est située dans le département français de Dordogne, sur la commune de Florimont-Gaumier.

## Historique
L'édifice est inscrit au titre des monuments historiques le 16 décembre 1974.